# Tsuga
Tsuga é um género de coníferas, endémicas da América do Norte e da Ásia e pertencentes à família das Pináceas e à ordem Pinales. As espécies deste género também são, comummente, conhecidas como «tsugas».

## Espécies
- T. canadensis
- T. caroliniana
- T. chinensis
- T. diversifolia
- T. dumosa
- T. forrestii
- T. heterophylla
- T. mertensiana
- T. sieboldii